# Jean Baelen
Jean Gustave Adolphe Baelen, född 16 juli 1899 i Argenteuil, Seine-et-Oise, död 15 februari 1989 i Cannes, Alpes-Maritimes, var en fransk diplomat.
Baelen trädde i diplomattjänst 1927, blev ambassadråd i Ankara 1941, då han anslöt sig till Charles de Gaulle och som belöning blev politisk direktör vid Fria Frankrikes generaldelegation i Levanten, minister för den provisoriska regeringen hos de jugoslaviska och grekiska regeringarna i Kairo 1944, i Aten från oktober 1944 och blev oktober 1945 Frankrikes minister i Stockholm.